# Nick Sandow
Nick Sandow, né le 3 août 1966 est un acteur, producteur de cinéma et réalisateur américain.

## Biographie
Il a grandi dans un quartier italien dans le Bronx,.
À l’âge de 19 ans il s’est installé à Manhattan pour étudier la comédie sous la direction de William Esper et travailler au théâtre,.

### Vie privée
Il est en couple avec Tamara Malkin-Stuart. Ils ont deux fils, Sasha et Sterling Sandow.

## Carrière
Il débute à la télévision en 1992 lors d'un épisode de New York, police judiciaire (il reviendra lors de deux autres épisodes avec des rôles différents en 1996 et 1998).
En 1994, il fait ses premiers pas au cinéma dans Mortelle Cavale de Whitney Ransick. L'année suivante, il joue dans un épisode de Un tandem de choc.
En 1997, il est à l'affiche de quatre films : Arresting Gena de Hannah Weyer, Pour une nuit de Mike Figgis, Grind de Chris Kentis, The Mouse de Daniel Adams.
En 1998, il tourne dans les films Loin du paradis avec Vince Vaughn, Anne Heche, Joaquin Phoenix, David Conrad et Vera Farmiga, ainsi que dans D'une vie a l'autre réalisé par Richard LaGravenese et A Brooklyn State of Mind (en).
En 2000, il décroche un rôle dans la série New York 911, jusqu'en 2002.
En 2001, il joue aux côtés de Donald Sutherland dans le téléfilm The Big Heist de Robert Markowitz. Au cinéma, il est présent dans Swimfan de John Polson, Plan B de Greg Yaitanes et New Port South de Kyle Cooper.
En 2003, il tourne dans un épisode de New York Police Blues et les films Connie et Carla et Seven and a Match.
En 2005, il apparaît lors d'un épisode de New York, section criminelle. L'année suivante, il joue dans les séries Six Degrees et New York, unité spéciale.
En 2007, il revient au cinéma dans Renaissance d'un champion de Rod Lurie et The Lovebirds de Bruno de Almeida. L'année d'après, il est présent dans un épisode de New Amsterdam.
En 2011, il joue dans la comédie Baby-sitter malgré lui réalisé par David Gordon Green et à la télévision dans Nurse Jackie, Les Experts : Miami, avant d'obtenir un rôle jusqu'à l'année suivante dans Boardwalk Empire.
En 2013, il décroche un rôle dans la série Orange Is the New Black, jusqu'à son final en 2019. Entre-temps, il joue au cinéma et tourne son premier film, sorti en 2015 intitulé The Wannabe, puis il joue dans Dans la brume du soir de Reed Morano, Patti Cake$ de Geremy Jasper, ou encore Cabaret Maxime de Bruno de Almeida (qui marque sa troisième collaboration avec ce dernier).
En 2021, il est présent dans la série Clarice, adapté du roman de Thomas Harris et se situant après le film Le Silence des Agneaux, centré sur le personnage de Clarice Starling.

## Filmographie

### Cinéma

#### Longs métrages
- 1994 : Mortelle Cavale (Hand Gun) de Whitney Ransick : Max
- 1996 : No Exit de David DiCerto et Michael DiCerto : Benny Lentini
- 1997 : Arresting Gena de Hannah Weyer : Paul
- 1997 : Pour une nuit (One Night Stand) de Mike Figgis : Un voleur
- 1997 : Grind de Chris Kentis : Lenny
- 1997 : The Mouse de Daniel Adams : Un homme
- 1998 : Loin du paradis (Return to Paradise) de Joseph Ruben : Ravitch
- 1998 : D'une vie a l'autre (Living Out Loud) de Richard LaGravenese : Un homme de main de Santi
- 1998 : A Brooklyn State of Mind (en) de Frank Rainone :
- 1999 : Quitte ou double (No Looking Back) d'Edward Burns : Goldie
- 2000 : On the Run de Bruno de Almeida : Jack
- 2000 : Uninvited de Carlo Gabriel Nero : Ed
- 2001 : Swimfan de John Polson : Détective John Zabel
- 2001 : The Day the Ponies Come Back de Jerry Schatzberg : Joey
- 2001 : Plan B de Greg Yaitanes : Tommy
- 2001 : New Port South de Kyle Cooper : Armstrong
- 2002 : Dust de Milcho Manchevski : Un homme
- 2003 : Connie et Carla (Connie and Carla) de Michael Lembeck : Al
- 2003 : Seven and a Match de Derek Simonds
- 2007 : Renaissance d'un champion (Resurrecting the Champ) de Rod Lurie : Marciano
- 2007 : The Lovebirds de Bruno de Almeida : Lenny
- 2008 : Un mari de trop (The Accidental Husband) de Griffin Dunne : Larry
- 2008 : The Hungry Ghosts de Michael Imperioli : Gus
- 2009 : Frame of Mind de Carl T. Evans : Jimmy
- 2011 : Baby-sitter malgré lui (The Sitter) de David Gordon Green : Officier Frank
- 2012 : The Fitzgerald Family Christmas d'Edward Burns : Corey
- 2013 : The Cold Lands de Tom Gilroy : Un contremaître
- 2013 : All Roads Lead de Peter Bolte : Samuel Carter
- 2014 : Zarra's Law de Juha Wuolijoki : Sal
- 2015 : The Wannabe de lui-même : Anthony
- 2016 : Dans la brume du soir (Meadowland) de Reed Morano : Lieutenant Garza
- 2017 : Patti Cake$ de Geremy Jasper : Ray
- 2018 : Stella's Last Weekend de Polly Draper : Ron
- 2018 : Cabaret Maxime de Bruno de Almeida : Dominic

#### Courts métrages
- 1998 : Come To de Marian Quinn : Johnny
- 2008 : Good Old Days de Seamus McNally : Dave
- 2012 : Two People He Never Saw de Kevin Corrigan et Marcel Simoneau : Eddie
- 2013 : Promised Land de Joe Turner Lin : Travis
- 2013 : Deal Travis In de Kim Garland : Greg

### Télévision

#### Séries télévisées
- 1992 : New York, police judiciaire (Law and Order) (saison 2, épisode 14) : Officier Nelson
- 1995 : Un tandem de choc (Due South) : Barry Pappas
- 1995 / 1996 : New York Undercover : Un homme / Henry
- 1996 : New York, police judiciaire (saison 7, épisode 7) : Pete Pogosian
- 1999 : New York, police judiciaire (saison 9, épisode 13) : Bail Agent Andy Grenada
- 2000 - 2002 : New York 911 : Joe Lombardo
- 2003 : New York Police Blues (NYPD Blue) : Ray Wilentz
- 2004 : The Jury : Mr Krause
- 2005 : New York, section criminelle (saison 5, épisode 4) : détective Albert Kirkoff
- 2006 : Six Degrees : Louis
- 2006 : New York, unité spéciale (saison 7, épisode 17) : Doug Kersten
- 2008 : New Amsterdam : Frank
- 2009 : Mercy Hospital (Mercy) : Le père de Scott
- 2010 : Blue Bloods : Lieutenant Alex Bello
- 2010 : How to Make It in America : Père Dan
- 2010 : New York, section criminelle (saison 9, épisode 13) : substitut du procureur Roydell Getty
- 2011 : Nurse Jackie : Anthony Donovan
- 2011 : Les Experts : Miami (CSI : Miami) : Larry Gramercy
- 2011 - 2012 : Boardwalk Empire : Waxey Gordon
- 2012 : Unforgettable : William 'Bud' Spence
- 2013 - 2019 : Orange Is the New Black : Joe Caputo
- 2013 : Futurestates : Greg
- 2015 : New York, unité spéciale (saison 16, épisode 21)  : inspecteur Ted McCormack
- 2021 : Clarice  : Murray Clarke

#### Téléfilms
- 2001 : The Big Heist de Robert Markowitz : Henry Hill
- 2007 : Mitch Albom's For One More Day de Lloyd Kramer : Un vendeur